# Římskokatolická farnost Rozstání
Římskokatolická farnost Rozstání je územní společenství římských katolíků v prostějovského děkanátu olomoucké arcidiecéze s farním kostelem svatého Michaela archanděla.

## Historie
První písemná zmínka o obci pochází z roku 1358, kdy ves držel Ješek z Rájce a jeho dva bratři. 
Za druhé světové války byla obec německými okupanty násilně vystěhována. Byla zařazena do 3. etapy stěhování 33 obcí Drahanské vrchoviny. Za války bylo mnoho domů zničeno, po válce byla obec znovu osídlena.

## Duchovní správci
Od července 2013 do června 2020 byl  administrátorem excurrendo R. D. Mgr. Jan Plodr. Od 1. července 2020 ve farnosti jako administrátor excurrendo působí R. D. Mgr. Radomír Šidleja.

## Bohoslužby
| Kostel                      | Místo    | Bohoslužba (den) | Hodina                         | Poznámka     |
| --------------------------- | -------- | ---------------- | ------------------------------ | ------------ |
| svatého Michaela archanděla | Rozstání | neděle čtvrtek   | 9.15 17.00 /zima)/18.00 (léto) | Farní kostel |